# Eversteiner Fehde

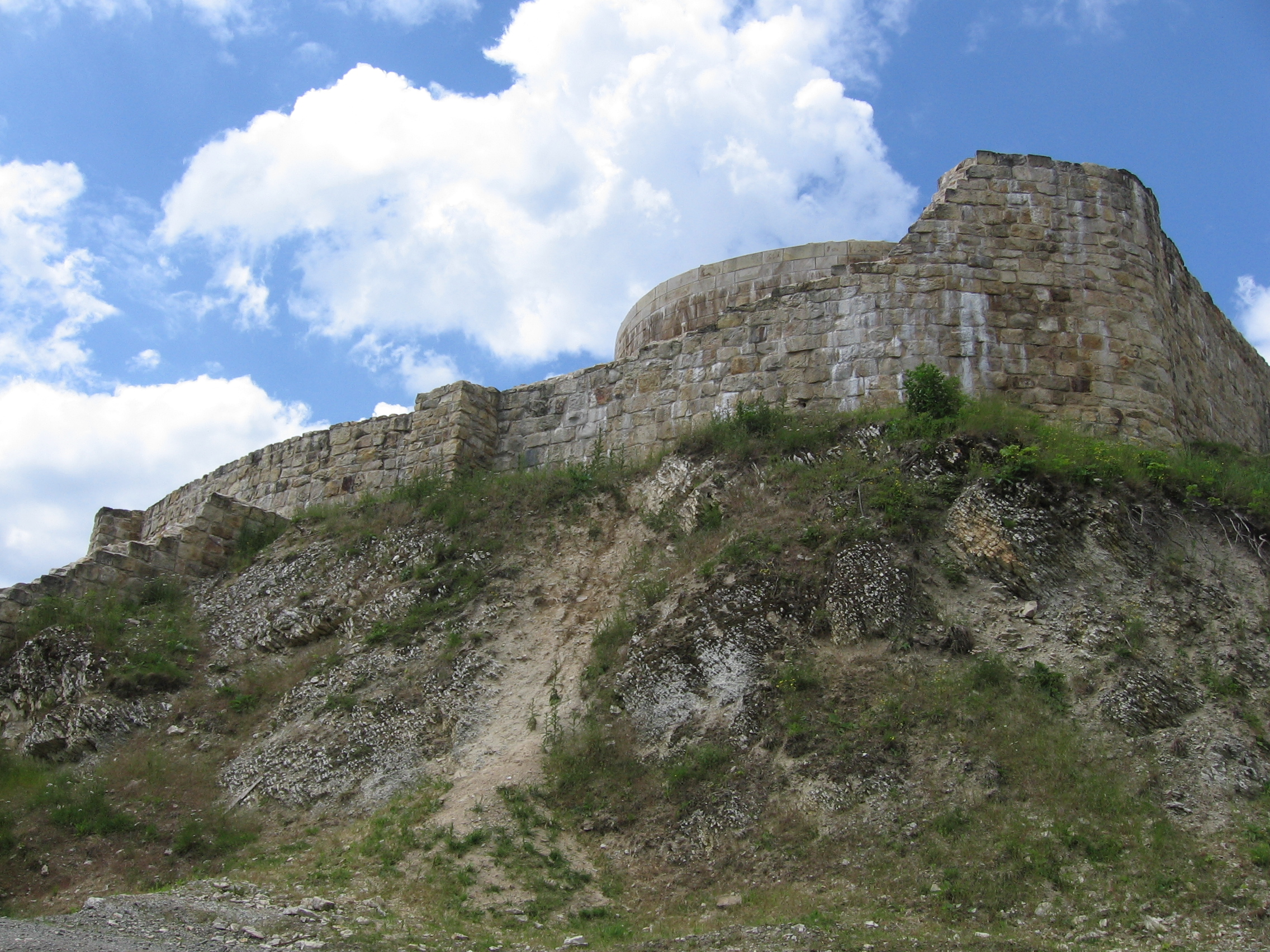
Ruine Falkenburg

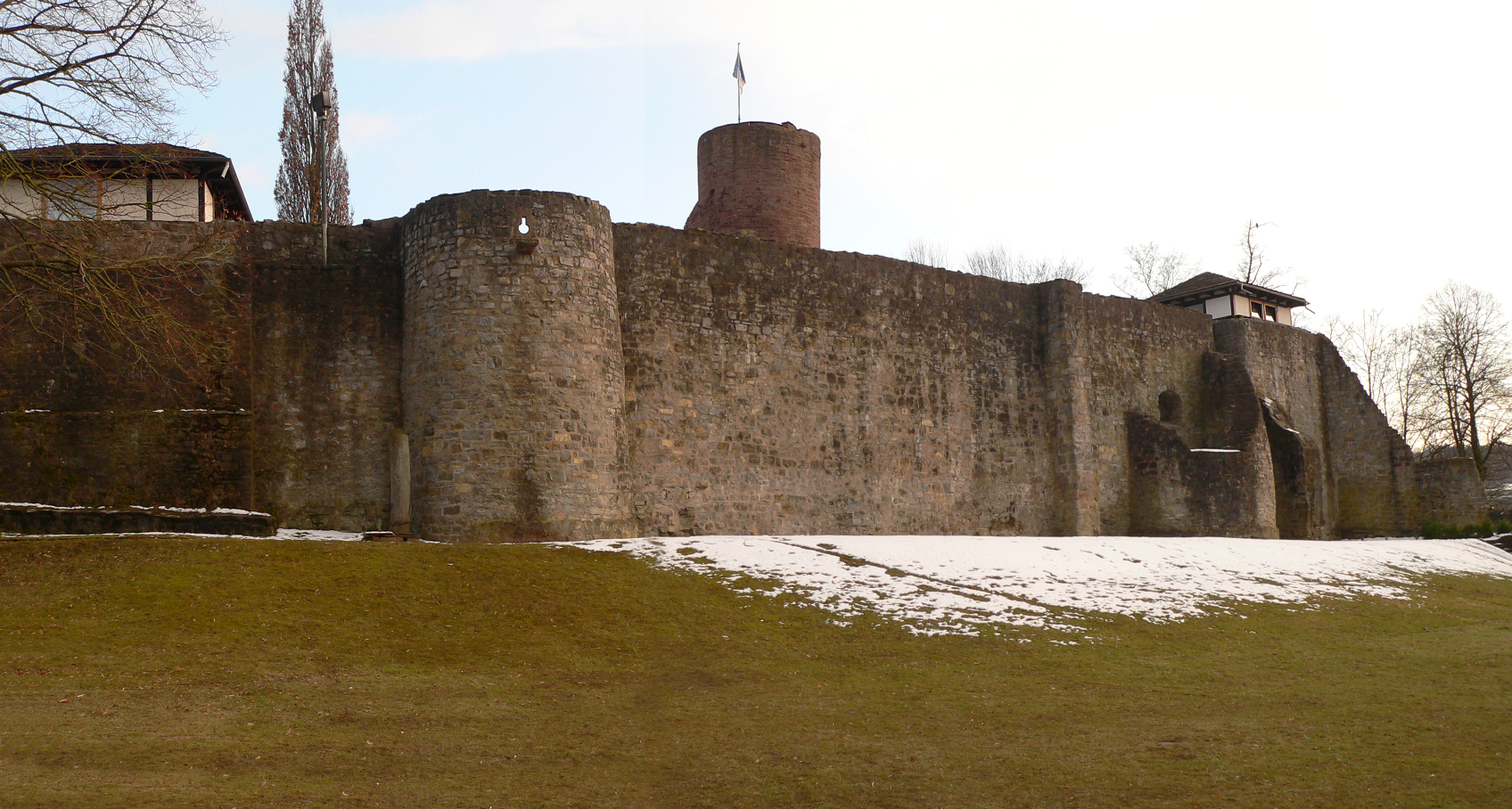
Burgruine Polle

Die Eversteiner Fehde, auch Eversteinsche Fehde, war ein Erbfolgekrieg und fand in den Jahren von 1404 bis 1409 in Lippe statt.
Im Hochmittelalter erstreckte sich die Grafschaft Everstein beiderseits der Weser zwischen Holzminden und Aerzen. Am 6. Juni 1403 schloss der zu dieser Zeit noch kinderlose Graf Hermann VII. von Everstein mit dem lippischen Edelherrn Simon III. einen Erbverbrüderungsvertrag, wonach die Grafschaft Everstein nach seinem Tod an das Haus Lippe fallen sollte.
Diese Machtausweitung der Lipper wollten die Herzöge von Braunschweig-Lüneburg, Heinrich und Bernhard, nicht hinnehmen und begannen eine Fehde gegen Lippe. Herzog Heinrich wurde von lippischen Rittern gefangen genommen und auf die Falkenburg bei Berlebeck gebracht. Nachdem Heinrich Lösegeld von 100.000 Gulden zugesagt und unter Eid auf Rache verzichtet hatte, wurde er am 8. September 1405 freigelassen.
1407 erreichte Herzog Heinrich von Papst Gregor XII. die Aufhebung seines geleisteten Eides. Im gleichen Jahr begann er einen Feldzug gegen die lippischen Edelherren, belagerte und besetzte die Burg Polle. Danach wurde Lippe von allen Seiten angegriffen. Beteiligt daran waren benachbarte Landesherrn und der Bischof von Paderborn, mit denen sich die Braunschweiger verbündet hatten. Besonders schlimm traf es die Städte Detmold, Horn und Blomberg, aber auch die meisten Orte auf dem Land wurden geplündert und gebrandschatzt. Die Belagerung der Falkenburg war allerdings erfolglos. Nach dem um 1409 aufgestellten, bis heute erhaltenen Schadensverzeichnis litten besonders die Bewohner der ungeschützten Siedlungen und verloren ihren gesamten Besitz. Ein Beispiel ist die von den Schwalenberger Grafen gegründete Stadt und Burg Rischenau, die 40 Jahre später in der Soester Fehde erneut angreifenden Truppen zum Opfer fiel.
Graf Hermann von Everstein hatte das Ausmaß der Fehde völlig unterschätzt und bemühte sich, mit den Herzögen von Braunschweig-Lüneburg zu einer Einigung zu kommen. Am 20. Januar 1408 verlobte er seine 1404 geborene Tochter Elisabeth mit Otto, dem Sohn des Braunschweiger Herzogs Bernhard, verzichtete auf alle Rechte und übergab die Grafschaft an die Braunschweiger Herzöge.